# Üvöltő szelek (regény)
Az Üvöltő szelek (Wuthering Heights) Emily Brontë angol írónő egyetlen regénye, az egyetemes regényirodalom egyik legnagyobb és legjelentősebb alkotása. Elbeszéléstechnikai megoldásai messze megelőzték a kor irodalmát és már a 20. és 21. század prózáját előlegezték. A romantikus meseszövés dacára sokan az első modern angol regényként tartják számon. Először 1847-ben jelentette meg Ellis Bell álnév alatt. Az eredeti cím a regény központi helyszínéül szolgáló Szelesdomb (Zúgóbércként is fordítják) udvarházra utal (a wuthering szó a yorkshire-i nyelvjárásban viharos szeles időt jelent), amely körül a regény drámai eseményei zajlanak.
A mű középpontjában a két főszereplő, Heathcliff és Catherine Earnshaw különös, szerelmet és gyűlöletet is mutató kapcsolata áll.
Magyarul először 1940-ben az Athenaeum Kiadónál jelent meg a mű Sőtér István fordításában, majd 1997-ben Borbás Mária fordításában az Európa Könyvkiadónál; a harmadik fordítás Feldmár Terézia munkája és az Ulpius-ház-nál jelent meg 2007-ben.

## Történet
„
De bizonyára te is sejted, mint mindenki, hogy van, vagy kell még lennie valakinek rajtad kívül, akiben te is benne vagy még. Mi végre teremtettem volna, ha egész valómat magába foglalná az, amit itt látsz? Nagy fájdalmaim az életben Heathcliff fájdalmai voltak; figyeltem és átéreztem őket kezdettől fogva. Életem nagy értelme: ő. Ha mindenki más elpusztulna, és csak ő maradna életben: általa tovább élnék én is! De ha mindenki megmaradna, csak ő pusztulna el, az egész világ idegen lenne számomra, nem érezném magam többé részesének. Linton iránti szerelmem olyan, mint a fa lombja. Az idő, tudom jól, meg fogja változtatni, amint a tél is megváltoztatja a fákat. Heathcliff iránti szerelmem olyan, mint a sziklakéreg a föld alatt; kevés látható örömet nyújt, de nem lehet mással helyettesíteni. Nelly, én Heathcliff vagyok!
”

– Emily Bronte: Üvöltő szelek (9. fejezet)

A mű történéseit nem lineáris sorrendben beszéli el a szerző. A történet nagy része alatt valamelyik szereplő tekint vissza a múltba és meséli el a történéseket. Brontë többlépcsős narrációt használ: az elsődleges elbeszélő Lockwood, aki azt mondja el, amit Nellytől hallott, aki az események nagy részének szemtanúja volt.
A regény 1801-ben indul, amikor Lockwood úr, aki Heathclifftől akarja bérbe venni Thrushcross Grange-t (magyarul: Fácánosmajort), Zúgóbércre látogat, és eltölt ott egy éjszakát. Már megérkezésekor feltűnik neki a ház barátságtalan, rideg légköre és a házigazda nyers modora, bár az ott lakó fiatal lányt, Cathy Lintont bájosnak találja. Az éjszaka nem várt fordulatot vesz: Lockwood szobájában különös hangokat hall, és mintha egy női szellemalakot vélne felfedezni. A férfi rémülten menekül, míg házigazdája, Heathcliff őrjöngve hívja a távozó kísértetet. Lockwood, aki az éjszaka eseményi után betegen fekszik Thrushcross Grange-ben, megkéri Nellyt, a házvezetőnőt, hogy mesélje el Heathcliff és Catherine történetét.
Nelly elbeszélése harminc évvel korábban kezdődik, amikor Mr. Earnshaw, Szelesdomb ura, egy hosszú útjáról egy kis Liverpoolban talált utcagyerekkel tért haza, akit elhalt fia után Heathcliffnek nevezett el. Míg vér szerinti fia, Hindley már a kezdettől szívből gyűlöli Heathcliffet, lánya, Catherine rögtön megszereti, ő és a fiú hamarosan elválaszthatatlanok lesznek. Együtt tanulnak és játszanak a közeli vad vidéken, egészen addig, amíg Mr. Earnshaw meg nem hal, és Hindley át nem veszi a birtok irányítását. Ő gyűlölt mostohatestvérét szolgasorba taszítja, és megalázó munkákat bíz rá, ám Catherine-től így sem tudja elválasztani. A két fiatal egy este csínyből betör a közeli birtokra, Thrushcross Grange-re, de elkapják őket: Heathcliffet kidobják, ám Catherine-t ott tartják vendégségben. Mikor a lány visszatér, viselkedése érezhetően más: rájön, hogy neki és Heathcliffnek nincs közös jövője, túl nagy a társadalmi különbség közöttük. Egy este bevallja a szolgáló Nellynek, elfogadja Thrushcross Grange örökösének, Edgar Lintonnak a házassági ajánlatát, bár örökké Heathcliffet fogja szeretni. A fiú meghallja a beszélgetésnek azt a részét, mikor a lány az Edgarral való házasságról beszél, és azon az éjszakán eltűnik Szelesdombról.
Catherine belebetegszik Heathcliff elvesztésébe, de szép lassan felépül. Pár év múlva Linton felesége lesz, és Thrushcross Grange-re költözik. Nyugodtan él, amíg egy nap újra fel nem tűnik az immár meggazdagodott Heathcliff, aki bosszút állni tért vissza. Kártyán kiforgatja az immár özvegy Hindleyt a vagyonából, majd elcsábítja, és megszökteti Edgar naiv húgát, Isabellát. Ismételt jelenléte szembesíti Catherine-t az iránta való szerelemmel. Az asszonyt felőrli a férfi állandó vádaskodása és a két férfi közötti őrlődés, hamarosan megbetegszik és meghal. Az őrjöngő Heathcliffnek még van néhány perce, hogy búcsút vegyen tőle. Halála előtt Catherine életet ad egy kislánynak, Cathy Lintonnak. Hindley is meghal, fiát, Haretont Heathcliff veszi magához. Isabella elmenekül, és Londonban megszüli Heathcliff fiát, Lintont.
Évek telnek, és a kis Cathy békésen él Thrushcross Grange-ben, nem tudva semmit Szelesdombról és lakóiról. Ám Heathcliffnek tervei vannak: úgy intézi, hogy a lány megismerkedjen az ő gyenge, betegeskedő fiával, Lintonnal, és hagyja, hogy összebarátkozzanak. Miután a lány és az őt őrző Nelly gyanúját elaltatta, elrabolja Cathyt és arra kényszeríti, hogy Linton felesége legyen. A lány apja, Edgar napokkal később meghal, majd Linton is, így Cathy és összes vagyona Heathcliff fennhatósága alá kerül. A lány boldogtalanul Szelesdombra költözik, Nelly pedig Thrushcross Grange-ben marad, ahol hamarosan megjelenik Lockwood, akinek a történetet elmeséli. Lockwood ezek után elhagyja a vidéket.
Két év után tér vissza, ám a viszonyok Szelesdombon addigra igencsak megváltoznak. Nelly elmeséli, hogy nem sokkal Lockwood távozása után ő is Szelesdombra költözött, ahol szemtanúja lehetett Heathcliff egyre őrültebb viselkedésének, valamint a Hareton és Cathy között kibontakozó szerelemnek is. Cathy kezdetben ellenséges a jóságos, ám műveletlen fiúval, akit Heathcliff szövetségesének vél, ám hamarosan ráébred Hareton erényeire, és a szívébe zárja a fiút. Heathcliff eközben egyre furcsább, őrültebb: nem eszik, nem alszik, folyton a lápon kóborol. Végül egy reggel holtan találják szobájának ágyán, arcán groteszk mosollyal. Catherine és Edgar mellé temetik, Cathy és Hareton pedig eljegyzi egymást. A környékbeli babonás parasztok körében azonban szárnyra kap a legenda, hogy a lápon egy férfi és egy nő szellemalakját lehet látni bizonyos alkalmakkor.

## Főbb szereplők
Heathcliff: talált gyerek, később birtokos úr, a regény főszereplője. Testi, és lelki adottságaiban is ellentéte a kifinomult Edgar Lintonnak: cigányosan fekete, erős testalkatú, erőszakos természetű. Nemes, jobbra hivatott lélek, akit az igazságtalanság, a csalódott szerelem és a bosszúvágy egy eltorzult, dühöngő, elferdült szenvedélyekkel teli személyiséggé formált. Tetteinek fő mozgatórugója a Catherine utáni őrült, síron túli vágyódás, amely végül apránként a saját pusztulását is okozza. Jelleme mintegy rímel a tájat ostromló vad, süvítő széllel.
Catherine Earnshaw: Szelesdomb urának lánya, Edgar Linton felesége, Heathcliff szerelme, a regény központi nőalakja. Vidám, vad, szertelen lány, aki kezdettől vonzódik Heathcliffhez. Döntéséért, hogy Lintont választja a szerelme helyett, keservesen meg kell fizetnie. Szeszélyes, akaratos, ám jóságos lélek, szeretetet sugárzó lénye épp az ellentéte Heathcliffének, mégis összetartoznak ők ketten, mint a fény és az árnyék.
Edgar Linton: földesúr, Thrushcross Grange tulajdonosa, Catherine Earnshaw férje, Cathy apja. Jóságos, ám gyönge, erőtlen természetű ember, Heathcliff tökéletes ellentéte. Szereti Catherine-t, ám szenvedélyes természetét nem képes igazán felfogni, és nem tudja elfogadni a Heathcliff iránti érzelmeit sem. Catherine halála után az ő egészsége is megrendül, nem képes harcolni a bánat ellen, végül követi feleségét a sírba.
Isabella Linton: Edgar húga, aki vonzódik Heathcliff-hez, majd feleségül megy hozzá. Nem sokkal később rájön, mekkora hibát vétett, és megszökik férjétől.
Ellen (Nelly) Dean: szolgáló Szelesdombon, majd Thrushcross Grange-en, a történet egyik elbeszélője. Józan, értelmes teremtés, aki lojális az Earnshaw családhoz, és nem kedveli Heathcliffet. Próbál segíteni Catherine-nek, vele van az utolsó perceiben. Ő lesz Cathy nevelője, anyjaként szereti a kislányt. Haretont is kedveli, így a fiatalok házassága a sok bánat után elégedettséggel tölti el.
Cathy Linton: Catherine és Edgar lánya, aki Thrushcross Grange-ben nő fel, mit sem tudva szülei és Heathcliff viszonyáról. Heathcliff mesterkedései megtévesztik, és boldogtalan házasságba kergetik, ám végül megtalálja a boldogságot Hareton oldalán. Sokban hasonlít az édesanyjára: sokszor makacs, szeszélyes, de alapjában jólelkű teremtés.
Hareton Earnshaw: Hindley Earnshaw fia, aki szegényen és tudatlanságban nőtt fel, mivel Heathcliff általa akart síron túl is bosszút állni régi kínzóján, Hindleyn. Ám a fiú természetes jósága és intelligenciája, valamint Cathy szerelme segítségével legyőzi ezeket a hátrányokat, és méltóvá válik kedveséhez.

## A regény narrációs technikája

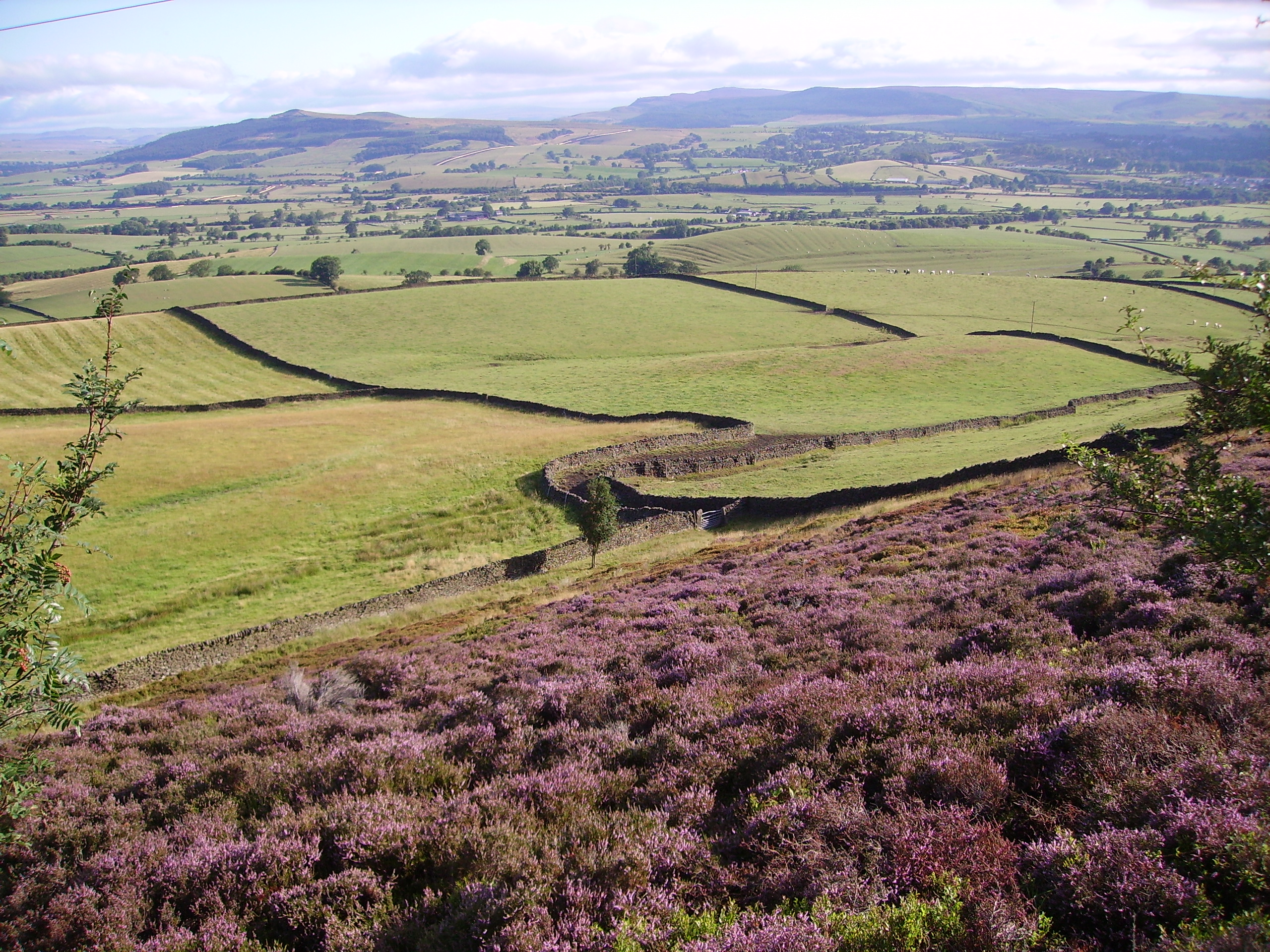
Jellegzetes yorkshire-i táj

Művében Brontë rendkívül összetett narrációt használ: először is kettős szűrőn át, két elbeszélő szemléletének közbeiktatásával eltávolítva láttatja hőseit, másrészt a szereplők – környezetükön, beszédmódjukon, cselekedeteiken, leveleiken keresztül – közvetlenül is megjelennek az olvasó előtt, akit olyan sokféle benyomás ér, hogy „önként felfüggeszti a kétkedését”.
Az egyik elbeszélő Lockwood, aki Szelesdomb világát a kivülálló szemén keresztül látja, az eseményekről csak Nellytől értesül, a hallottakra adott reakciói a józan észből, a konvencionális gondolkodásból és a társadalmi konvenciókból fakadnak. Ő az ártatlan és korlátolt olvasó megjelenítője a műben. Nelly Dean, aki mind az Earnshaw, mind a Linton család alkalmazásában áll, már közelebb áll a szereplőkhöz, bizonyos fokig alkalmazkodni is tud hozzájuk, így nemcsak társadalmi pozíciója, hanem érzelmei is színezik a történettel kapcsolatos álláspontját. E két megközelítés mintha körkörösen átfogná, korlátok közé szorítaná a regény fókuszában lévő eseményeket: a két család és a két főhős szerelemből és gyűlöletből táplálkozó háborúját.
A fókuszon belüli események függetlenek a korabeli történelmi valóságtól. A mitikusra felnagyított szenvedélyek vad, archaikus világa elevenedik meg. A görög mítoszok természeti létből alig kiemelkedett, minden morális vagy racionális megfontolást nélkülöző alakjaira emlékeztető szereplők jól illeszkednek a dinamikusan megrajzolt tájhoz.

## A főhősök kapcsolata
Az őskáoszról szóló romantikus sejtelmek magyarázzák a két főszereplő egymásra utaltságát, sőt azonosságát is. Végső soron a lélekben és a természetben működő, az életet fenntartó férfi és női princípium dialektikus egysége akar megvalósulni Heathcliff és Catherine viszonyában. Mikor ők ketten különválnak, az egész világ gigantikus ellentétekre esik szét, amikor azonban harmónia van közöttük, a természetbe is visszatér a nyugalom és a béke.
A főhősök története mitikus voltán túl félelmetesen modern is: a társadalom kicsinyített, jól működő modelljét láthatjuk, amely teljesen háttérbe szorítja az elemi érzéseket és a gyermeki ártatlanságot a számító racionalitás kedvéért, szerencsétlenségbe taszítva ezzel a két szerelmest. Catherine képes lemondani fiatalságának szabadságáról azért, hogy a felnőtt társadalom befogadja, ám ezért boldogtalansággal kell fizetnie. Heathcliff azonban ezt a megalkuvást nem tudja elfogadni, őrjöng, tiszta érzelmei megtorlási vágyba fordulnak.

## Magyarul
- Üvöltő szelek; ford. Sőtér István; Athenaeum, Bp., 1940 (Híres könyvek)
- Üvöltő szelek; ford. Borbás Mária; Európa, Bp., 1993 (Európa klasszikus regények)
- Üvöltő szelek; ford. Feldmár Terézia; Ulpius-ház, Bp., 2006